# Discographie de Demi Lovato
 (juillet 2021).
Si vous disposez d'ouvrages ou d'articles de référence ou si vous connaissez des sites web de qualité traitant du thème abordé ici, merci de compléter l'article en donnant les références utiles à sa vérifiabilité et en les liant à la section « Notes et références ».
La discographie officielle de Demi Lovato se compose de six albums studio, deux EP et seize singles.
Le 23 septembre 2008, elle sort son premier album, co-écrit avec les Jonas Brothers intitulé Don't Forget qui arrivé à la deuxième place du Billboard 200 en se vendant à 89 000 copies dès la première semaine de sortie et a été certifié disque d'or aux États-Unis et au Brésil. Trois singles sont extraits de cet opus: Get Back, La La Land et Don't Forget.
Le 21 juillet 2009, sort son second album, intitulé Here We Go Again qui arrive à la première place du Billboard 200 en se vendant à plus de 108 000 copies dès la première semaine, il a été certifié disque d'or aux États-Unis ainsi que dans d'autres pays. Deux singles sont extraits de cet opus : Here We Go Again qui devient son premier single à atteindre le top 15 du Billboard Hot 100 et Remember December.
Le 20 septembre 2011, elle sort son troisième album intitulé Unbroken qui arrive à la première place sur iTunes dès sa sortie et à la quatrième place au Billboard 200 en se vendant à plus de 97 000 copies dès la première semaine. Deux singles sont extraits de cet album : Skyscraper et Give Your Heart a Break qui ont tous les eux eu un grand succès commercial et critique, le premier ayant atteint la 10e place du Billboard Hot 100 et le deuxième ayant atteint la 16e place. Cet opus a été certifié disque d'or aux États-Unis et dans d'autres pays.
Le 14 mai 2013, elle sort son quatrième album Demi, arrivé à la troisième place du Billboard 200 et a est certifié disque d'or aux États-Unis et reçoit de nombreuses certifications dans d'autres pays. Quatre single sont extraits de cet album: Heart Attack considéré comme un des plus gros succès commercial de l'année 2013, Made in the USA, Neon Lights et Really Don't Care en featuring avec Cher Lloyd.
Son cinquième album intitulé Confident sort en octobre 2015 et débute à la seconde place du Billboard 200 avec 77 mille copies vendues lors de sa première semaine d'exploitation. Il a été nommé aux Grammy Awards dans la catégorie "Meilleur Album Pop". Le premier single, Cool For The Summer sort le 1er juillet 2015 et atteint le top 15 aux États-Unis en vendant plus de 2 millions de copies dans le pays. suivit par le second single intitulé comme l'album Confident, le 18 septembre 2015. Un troisième single, "Stone Cold" sort en 2016.
Son sixième album, Tell Me You Love Me sort le 29 septembre 2017 et débute à la troisième place du Billboard 200. Il atteint le top 5 au Canada, en Espagne et en Angleterre. Le premier single Sorry Not Sorry atteint la sixième place du Billboard 200 (meilleure place pour l'un de ses singles). À ce jour, il est certifié double platine aux États-Unis, s'étant vendu à plus de 2 millions d'exemplaires. Le second single, Tell Me You Love Me, titre de l'album, sort le 14 novembre 2017.

## Albums

### Albums studios
| Année | Album | Classement | Classement | Classement | Classement | Classement | Classement | Classement | Classement | Classement | Classement | Certifications                   | Ventes                                |
| Année | Album | US         | IRL        | CAN        | MEX        | IT         | NZ         | SPA        | RU         | FR         | BRA        | Certifications                   | Ventes                                |
| ----- | --- | ---------- | ---------- | ---------- | ---------- | ---------- | ---------- | ---------- | ---------- | ---------- | ---------- | -------------------------------- | ------------------------------------- |
| 2008  | Don't Forget - Sortie : 23 septembre 2008 - Label : Hollywood Records - Format : CD, téléchargement                                             | 2          | 84         | 9          | 62         | 77         | 34         | 13         | 192        | —          | —          | Or                               | - États-Unis : 534 000 - : 1 500 000  |
| 2009  | Here We Go Again - Sortie : 21 juillet 2009 - Label : Hollywood Records - Format : CD, téléchargement                                           | 1          | —          | 5          | 25         | 96         | 10         | 35         | 199        | —          | 20         | - Or - Or                        | - États-Unis : 650 000 - : +2 000 000 |
| 2011  | Unbroken - Sortie : 20 septembre 2011 - Label : Hollywood Records - Format : CD, téléchargement                                                 | 4          | 44         | 4          | 9          | 22         | 3          | 24         | 45         | —          | —          | - Or - Or                        | - États-Unis : 492 000 - : +3 000 000 |
| 2013  | Demi - Sortie : 14 mai 2013 - Label : Hollywood Records - Format : CD, téléchargement                                                           | 3          | 5          | 1          | 2          | 4          | 7          | 3          | 10         | 89         | 1          | - 2 × Platine - Or - Or - Or     | - États-Unis : 428 000 - : +1 000 000 |
| 2015  | Confident - Sortie : 16 octobre 2015 - Label : Hollywood Records / Island Records / Safehouse Records - Format : CD, téléchargement             | 2          | 3          | 1          | 4          | 7          | 2          | 4          | 6          | 22         | 2          | - 2 × Platine - Platine - Argent |                                       |
| 2017  | Tell Me You Love Me - Sortie : 29 septembre 2017 - Label : Hollywood Records / Island Records / Safehouse Records - Format : CD, téléchargement | 3          | 7          | 4          | 2          | 12         | 6          | 4          | 5          | 63         | __         | - Platine - Or - Or              | : 743,000                             |
| 2021  | Dancing with the Devil... the Art of Starting Over - Sortie : 2 avril 2021 - Label : Island Records - Format : CD, téléchargement               | 2          | 8          | 6          | __         | 36         | 12         | 9          | 2          | 56         | __         |                                  | __                                    |
| 2022  | Holy Fvck - Sortie : 19 août 2022 - Label : Island Record - Format : CD, LP, téléchargement, streaming, cassette                                | 7          | 89         | 45         | —          | —          | 36         | 19         | 7          | —          | —          |                                  |                                       |

### Albums live
| Titre                                 | Détails                                                                                |
| ------------------------------------- | -------------------------------------------------------------------------------------- |
| Live : Walmart Soundcheck             | - Sortie : 10 novembre 2009 - Label : Hollywood Records - Formats : CD, téléchargement |
| Camp Rock 2 : Live Walmart Soundcheck | - Sortie : 13 octobre 2010 - Label : Hollywood Records - Formats : téléchargement      |

### EP
| Titre                   | Détails                                                                       |
| ----------------------- | ----------------------------------------------------------------------------- |
| iTunes Live from London | - Sortie : 17 mai 2009 - Label : Hollywood Records - Formats : téléchargement |
| Live in London          | - Sortie : 12 mai 2014 - Label : Hollywood Records - Formats : téléchargement |

### Bande originale
| Titre       | Album détails                                                               | Classement | Classement | Classement | Classement | Classement | Classement | Classement | Classement | Classement | Classement | Certifications                                                                      | Ventes                   |
| Titre       | Album détails                                                               | US         | AUS        | BEL (FL)   | CAN        | FRA        | ALL        | NZ         | ES         | SUI        | RU         | Certifications                                                                      | Ventes                   |
| ----------- | --------------------------------------------------------------------------- | ---------- | ---------- | ---------- | ---------- | ---------- | ---------- | ---------- | ---------- | ---------- | ---------- | ----------------------------------------------------------------------------------- | ------------------------ |
| Camp Rock   | - Sortie : 17 juin 2008 - Label : Walt Disney - Format : CD, téléchargement | 3          | 13         | —          | 2          | 23         | 9          | 5          | 2          | 32         | 13         | - (RIAA) : Platine - (BPI) : Or - (SNEP) : Or - (PROMUSICAE) : Platine - (RMNZ): Or | - États-Unis : 1 334 000 |
| Camp Rock 2 | - Sortie : 10 août 2010 - Label : Walt Disney - Format : CD, téléchargement | 3          | 58         | 10         | 4          | 39         | 28         | 22         | 4          | 45         | —          | - (RIAA) : Or - (ABPD) : Or - (PROMUSICAE) : Or                                     | - États-Unis : 500 000   |

## Singles

### En tant qu'artiste principale
| This Is Me                                                                    | 2008 | 9  | 46 | —  | 16 | 36 | 27 | —  | —  | 39 | 33  | Argent                                                                                 | Camp Rock                                          |
| Get Back                                                                      | 2008 | 43 | —  | —  | 93 | —  | —  | —  | 54 | —  | —   |                                                                                        | Don't Forget                                       |
| La La Land                                                                    | 2009 | 52 | 76 | —  | —  | 82 | 30 | —  | 65 | —  | 35  |                                                                                        | Don't Forget                                       |
| Here We Go Again                                                              | 2009 | 15 | —  | —  | 61 | —  | —  | 38 | —  | —  | —   | - Platine                                                                              | Here We Go Again                                   |
| Remember December                                                             | 2010 | —  | —  | —  | —  | —  | —  | —  | —  | —  | 80  |                                                                                        | Here We Go Again                                   |
| Wouldn't Change a Thing (en) (avec Joe Jonas)                                 | 2010 | —  | —  | —  | 90 | 28 | —  | —  | —  | —  | 71  | —                                                                                      | Camp Rock 2                                        |
| Skyscraper                                                                    | 2011 | 10 | 45 | —  | 18 | 78 | 15 | 9  | —  | 67 | 7   | - Platine - Or - Or - Or                                                               | Unbroken                                           |
| Give Your Heart a Break                                                       | 2012 | 16 | —  | 32 | 19 | —  | —  | 9  | —  | —  | 194 | - 3 × Platine - Or - Argent                                                            | Unbroken                                           |
| Heart Attack                                                                  | 2013 | 10 | 41 | 27 | 7  | 93 | 3  | 9  | 34 | 73 | 3   | - 4 × Platine - 2 × Platine - Platine - Platine - Or                                   | Demi                                               |
| Made In The USA                                                               | 2013 | 80 | —  | —  | —  | —  | 50 | —  | —  | —  | 89  | —                                                                                      | Demi                                               |
| Let It Go                                                                     | 2013 | 38 | 25 | 15 | 31 | 91 | 34 | 13 | —  | 60 | 42  | - 2 × Platine - Platine - Platine - Or - Or - Or                                       | La Reine des neiges                                |
| Neon Lights                                                                   | 2013 | 36 | —  | —  | 42 | —  | 67 | 12 | —  | —  | 15  | - Platine - Or                                                                         | Demi                                               |
| Really Don't Care (avec Cher Lloyd)                                           | 2014 | 26 | 81 | —  | 24 | —  | 82 | 36 | —  | —  | 92  | - 2 × Platine - Argent                                                                 | Demi                                               |
| Cool for the Summer                                                           | 2015 | 11 | 20 | —  | 14 | —  | 18 | 9  | 13 | —  | 7   | - 3 × Platine - 2 × Platine - Platine - Platine - Or - Or                              | Confident                                          |
| Confident                                                                     | 2015 | 21 | 35 | 27 | 26 | —  | 61 | 27 | —  | 67 | 65  | - 3 × Platine - Platine - Or                                                           | Confident                                          |
| Stone Cold (en)                                                               | 2016 | —  | —  | —  | 79 | —  | —  | —  | —  | —  | —   | - Platine - Argent - Or                                                                | Confident                                          |
| Body Say (en)                                                                 | 2016 | 84 | —  | —  | 59 | —  | —  | —  | —  | 71 | 188 | - Or                                                                                   | Hors album                                         |
| Sorry Not Sorry                                                               | 2017 | 6  | 8  | 2  | 18 | 62 | 8  | 6  | 70 | 47 | 9   | - Diamant - 6 × Platine - 5 × Platine - 3 × Platine - Platine - Platine - Or           | Tell Me You Love Me                                |
| Tell Me You Love Me (en)                                                      | 2017 | 53 | —  | 15 | 45 | 91 | 92 | 6  | —  | —  | 85  | - 2 × Platine - 2 × Platine - Or - Argent                                              | Tell Me You Love Me                                |
| Sober (en)                                                                    | 2017 | 47 | 50 | —  | 48 | —  | 34 | 1  | —  | 61 | 63  | - Or - Argent                                                                          | Hors album                                         |
| Échame la culpa                                                               | 2017 | 47 | 80 | 9  | 35 | 6  | 40 | 3  | 1  | 2  | 46  | - Diamant - Diamant - 4 × Platine - 3 × Platine - Platine - Platine - Or - Or - Argent | Vida                                               |
| Anyone                                                                        | 2020 | 34 | 23 | 33 | 64 | —  | 71 | 6  | —  | —  | 20  |                                                                                        | Dancing with the Devil... the Art of Starting Over |
| I Love Me (en)                                                                | 2020 | 18 | 73 | 11 | 30 | 89 | 30 | 4  | —  | 65 | 35  | - Platine                                                                              | Dancing with the Devil... the Art of Starting Over |
| I'm Ready (en)                                                                | 2020 | 36 | 25 | 3  | 30 | 66 | 13 | 28 | —  | 35 | 20  | - Or - Argent                                                                          | Dancing with the Devil... the Art of Starting Over |
| OK Not to Be OK                                                               | 2020 | 36 | 47 | 1  | 41 | —  | 43 | 4  | —  | 51 | 42  |                                                                                        | Dancing with the Devil... the Art of Starting Over |
| Still Have Me (en)                                                            | 2020 | 16 | —  | —  | 43 | —  | —  | 30 | —  | —  | —   |                                                                                        | Hors album                                         |
| Commander in Chief (en)                                                       | 2020 | 18 | —  | —  | —  | —  | —  | 13 | —  | —  | —   |                                                                                        | Hors album                                         |
| What Other People Say (en)                                                    | 2021 | —  | 39 | —  | 89 | —  | 60 | 37 | —  | —  | 58  | - Or                                                                                   | Dancing with the Devil... the Art of Starting Over |
| Dancing with the Devil (en)                                                   | 2021 | 56 | —  | —  | 49 | —  | 46 | 6  | —  | —  | 50  |                                                                                        | Dancing with the Devil... the Art of Starting Over |
| Met Him Last Night (en) (feat Ariana Grande)                                  | 2021 | 61 | 52 | 36 | 48 | —  | 32 | 3  | —  | 88 | 44  |                                                                                        | Dancing with the Devil... the Art of Starting Over |
| Fast                                                                          | 2025 | _  | _  | _  | _  | _  | _  | _  | _  | _  |     |                                                                                        | Hors album                                         |
| "—" indique que la chanson ne s'est pas classée dans le hit-parade de ce pays |      |    |    |    |    |    |    |    |    |    |     |                                                                                        |                                                    |

### En collaboration
| Titre                                                                         | Année | Classement | Classement | Classement | Classement | Classement | Classement | Classement | Classement | Classement | Certifications                                   | Album                              |
| Titre                                                                         | Année | US         | AUS        | BEL (FL)   | CAN        | FRA        | IRL        | NZ         | ECO        | RU         | Certifications                                   | Album                              |
| ----------------------------------------------------------------------------- | ----- | ---------- | ---------- | ---------- | ---------- | ---------- | ---------- | ---------- | ---------- | ---------- | ------------------------------------------------ | ---------------------------------- |
| We Rock (en) (Camp Rock)                                                      | 2008  | 33         | 7          | —          | 41         | —          | —          | —          | —          | 97         |                                                  | Camp Rock                          |
| We'll Be a Dream (We the Kings featuring Demi Lovato)                         | 2010  | 76         | —          | —          | —          | —          | —          | —          | —          | —          |                                                  | Smile Kid                          |
| Somebody to You (en) (The Vamps featuring Demi Lovato)                        | 2014  | —          | 14         | —          | 68         | 143        | 10         | 17         | 1          | 4          | - Platine - Platine - Or - Or - Or               | Meet the Vamps                     |
| Up (Olly Murs featuring Demi Lovato)                                          | 2014  | —          | —          | —          | —          | —          | 20         | 22         | 3          | 4          | - 2 × Platine - Platine - Platine                | Never Been Better et Demi (deluxe) |
| Without a Fight (en) (Brad Paisley featuring Demi Lovato)                     | 2016  | 5          | —          | —          | 12         | —          | —          | —          | —          | —          |                                                  | Love and War (en)                  |
| No Promises (en) (Cheat Codes featuring Demi Lovato)                          | 2017  | 38         | 17         | 2          | 53         | 163        | 14         | 20         | 14         | 18         | - 3 × Platine - Platine - Platine - Platine - Or |                                    |
| Solo (Clean Bandit featuring Demi Lovato)                                     | 2018  | -          | -          | -          | -          | 1          | -          | 55         | 136        | -          | - Diamant - 3 × Platine - 2 × Platine - Platine  | What Is Love?                      |
| "—" indique que la chanson ne s'est pas classée dans le hit-parade de ce pays |       |            |            |            |            |            |            |            |            |            |                                                  |                                    |

### Singles promotionnels
| "Moves Me"                                                                    | 2004 | —  | —   | NC                             |
| "That's How You Know"                                                         | 2008 | —  | —   | Disneymania 6                  |
| "We Rock" (avec le cast de Camp Rock)                                         | 2008 | 33 | 97  | Camp Rock                      |
| "Send It On" (avec Disney's Friends for Change)                               | 2009 | 20 | —   | NC                             |
| Gift of a Friend                                                              | 2009 | —  | —   | Clochette et la Pierre de lune |
| "Bounce" (featuring Jonas Brothers & Big Rob)                                 | 2009 | —  | —   | NC                             |
| Make a Wave (featuring Joe Jonas)                                             | 2010 | 84 | —   | NC                             |
| "Can't Back Down"                                                             | 2010 | —  | 178 | Camp Rock 2                    |
| "It's On" (avec le cast de Camp Rock 2)                                       | 2010 | —  | —   | Camp Rock 2                    |
| "Me, Myself and Time"                                                         | 2010 | —  | —   | Sonny                          |
| "—" indique que la chanson ne s'est pas classée dans le hit-parade de ce pays |      |    |     |                                |

## Autres chansons classées
| "Who Will I Be"                                                               | 2008 | —   | 80 | 169 | Camp Rock                                |
| "On the Line" (avec Jonas Brothers)                                           | 2008 | 100 | —  | —   | Don't Forget                             |
| One and the Same (avec Selena Gomez)                                          | 2009 | 82  | —  | —   | Disney Channel Playlist                  |
| "Fix a Heart"                                                                 | 2011 | 69  | 78 | —   | Unbroken                                 |
| "Unbroken"                                                                    | 2011 | 98  | —  | —   | Unbroken                                 |
| "All Night Long" (avec Missy Elliott et Timbaland)                            | 2011 | —   | —  | —   | Unbroken                                 |
| "Lightweight"                                                                 | 2011 | —   | —  | —   | Unbroken                                 |
| "Warrior"                                                                     | 2013 | —   | —  | —   | Demi                                     |
| "Heart by Heart"                                                              | 2013 | —   | —  | 115 | The Mortal Instruments (bande originale) |
| "—" indique que le single ne s'est pas classée dans le hit-parade de ce pays. |      |     |    |     |                                          |

## Autres apparitions
| Titre                     | Année | Autre(s artiste(s) | Album                   |
| ------------------------- | ----- | ------------------ | ----------------------- |
| "Wonderful Christmastime" | 2008  | NC                 | All Wrapped Up          |
| "What to Do"              | 2010  | NC                 | Sonny (bande originale) |
| "Me, Myself & Time"       | 2010  | NC                 | Sonny (bande originale) |
| "Work of Art"             | 2010  | NC                 | Sonny (bande originale) |
| "So Far, So Great"        | 2010  | NC                 | Sonny (bande originale) |
| "Pain"                    | 2010  | N.I.C              | Ease Off The Track      |
| "No Way"                  | 2010  | N.I.C              | Ease Off The Track      |
| "Why Don't You Love Me?"  | 2011  | Hot Chelle Rae     | Whatever                |
| "Here Comes the Sun"      | 2013  | Naya Rivera        | Glee Sings the Beatles  |
| "Roar"                    | 2013  | Glee Cast          | A Katy or a Gaga        |
| "Up"                      | 2014  | Olly Murs          | Never Been Better       |
| "Avalanche"               | 2014  | Nick Jonas         | Nick Jonas              |

## Clips Vidéos
| Date de sortie    | Single                                   | Album                                 | Réalisateur(s)              |
| ----------------- | ---------------------------------------- | ------------------------------------- | --------------------------- |
| 28 août 2008      | Get Back                                 | Don't Forget                          | Philip Andelman             |
| 19 décembre 2008  | La La Land                               | Don't Forget                          | Brendan Malloy, Tim Wheeler |
| 20 mars 2009      | Don't Forget                             | Don't Forget                          | Robert Hales                |
| 29 juillet 2009   | Here We Go Again                         | Here We Go Again                      | Brendan Malloy, Tim Wheeler |
| 9 novembre 2009   | Remember December                        | Here We Go Again                      | Tim Wheeler                 |
| 14 juillet 2011   | Skyscraper                               | Unbroken                              | Mark Pellington             |
| 2 avril 2012      | Give Your Heart a Break                  | Unbroken                              | Justin Francis              |
| 9 avril 2013      | Heart Attack                             | Demi                                  | Chris Applebaum             |
| 17 juillet 2013   | Made In The États-Unis                   | Demi                                  | Ryan Pallotta, Demi Lovato  |
| 1er novembre 2013 | Let It Go                                | La Reine des neiges (bande originale) | Declan Whitebloom           |
| 21 novembre 2013  | Neon Lights                              | Demi                                  | Ryan Pallotta               |
| 26 juin 2014      | Really Don't Care (featuring Cher Lloyd) | Demi                                  | Ryan Pallotta               |
| 11 décembre 2014  | Up (featuring Olly Murs)                 | Never Been Better et Demi (deluxe)    | Ben Turner, Gabe Turner     |
| 24 décembre 2014  | Nightingale                              | Demi                                  |                             |
| 23 juillet 2015   | Cool for the Summer                      | Confident                             | Hannah Lux Davis            |
| 9 octobre 2015    | Confident                                | Confident                             | Robert Rodriguez            |
| 22 octobre 2015   | Waiting For You (featuring Sirah)        | Confident                             | Black Coffee                |
| 23 février 2016   | Stone Cold                               | Confident                             | Patrick Ecclesine           |
| 21 juillet 2017   | Sorry Not Sorry                          | Tell Me You Love Me                   |                             |
| 1er août 2025     | Fast                                     |                                       | Robert Rodriguez            |

## Tournées
| Année   | Nombre de dates | Titre                            |
| ------- | --------------- | -------------------------------- |
| 2008    | 18              | Demi Live! Warm Up Tour          |
| 2009-10 | 48              | Demi Lovato: Live in Concert     |
| 2011-13 | 74              | A Special Night with Demi Lovato |
| 2014    | 43              | The Neon Lights Tour             |
| 2014-15 | 44              | Demi World Tour                  |
| 2018    | ?               | Tell Me You Love Me Tour         |
| 2022    | ?               | Holy fvck tour                   |